# West End (Bahamy)
West End – miasto na Bahamach, na wyspie Wielka Bahama; liczy 12 916 mieszkańców (2008) Trzecie co do wielkości miasto kraju. W mieście funkcjonuje port lotniczy West End.